# 2 Brygada Pancerna (ZSRR)

Szkak bojowy 15 KPanc (w tym 2 BPanc) we wrześniu 1939

2 Brygada Pancerna (ros. 2-я танковая бригада) – pancerny związek taktyczny Armii Czerwonej.
Brygada wzięła udział w kampanii wrześniowej w składzie 15 Korpusu Pancernego. 
Do działań brygada wyprowadziła 240 czołgów. Po ich zakończeniu pozostało 223 sprawne czołgi. Straty bojowe to 4 czołgi. Ponadto na trasach marszu pozostawiono 13 czołgów. Zginęło 21 żołnierzy, a 33 zostało rannych.

## Struktura organizacyjna
W 1939
- 2 batalion czołgów
- 3 batalion czołgów
- 30 batalion czołgów
- 38 batalion czołgów
- 208 batalion rozpoznawczy
- 259 batalion remontowy
- 302 batalion transportowy

## Dowódcy brygady
- płk Aleksiej Kurkin (był w 1939)[4]